# Po hrázích Vrbenských rybníků
Po hrázích Vrbenských rybníků je naučná stezka na okraji Českých Budějovic, resp. jejich čtvrti České Vrbné. Prochází částí přírodní rezervace Vrbenské rybníky. Její celková délka je cca 4 km a nachází se na ní 10 zastavení.

## Vedení trasy
Trasa začíná na hrázi Nového vrbenského rybníka, asi 850 m od autobusové zastávky České Vrbné směrem na Hlubokou nad Vltavou. Odtud pokračuje po modré turistické značce, přičemž vlastní rybník nechává po levé straně. Míjí další z rybníků a kolem rybníka Domin přichází na rozcestí, kde modrá značka zatáčí prudce doprava. Tady se NS rozděluje – vlevo míří odbočka po společné hrázi rybníků Domin a Černiš k Českým Budějovicím do lokality Hvízdal, u sídliště Vltava. Druhá část nadále kopíruje modrou značku, kterou asi po 700 m opouští a odbočuje vpravo. Chvíli téměř sleduje Dehtářský potok, vede po hrázi Starého vrbenského rybníka a kolem dalšího rybníka směrem k silnici I/20. Před ní se napojuje na silničku, stáčí se doprava a vrací se na začátek.

## Zastavení
Podél čtyřkilometrové trasy je umístěno 10 informačních tabulí, které se zaměřují především na vodní vegetaci a ptactvo, bažinné, slatinné a kulturní louky, pobřežní porosty, bažinné olšiny a rybniční hráze.
1. Vodní vzplývavá vegetace, potápky (umístění u Nového vrbenského rybníka)
2. Pobřežní porosty, strnad rákosní – rákosníci
3. Bažinné olšiny (u Dominu)
4. Kachny
5. Rackové a rybáci
6. Bažinné a slatinné louky (u Černiše)
7. Kulturní louky
8. Husy a volavky
9. Vegetace a ptactvo rybniční výtopy (u Starého vrbenského rybníka)
10. Hráze rybníků